# Сен-Пьер-д’Амийи
Сен-Пьер-д’Амийи́ (фр. Saint-Pierre-d’Amilly) — коммуна во Франции, находится в регионе Пуату — Шаранта. Департамент коммуны — Шаранта Приморская. Входит в состав кантона Сюржер. Округ коммуны — Рошфор.
Код INSEE коммуны — 17382.

## Население
Население коммуны на 2010 год составляло 455 человек.
| 1962 | 1968 | 1975 | 1982 | 1990 | 1999 | 2010 |
| ---- | ---- | ---- | ---- | ---- | ---- | ---- |
| 412  | 414  | 366  | 390  | 409  | 386  | 455  |